# Horné Lefantovce
Horné Lefantovce (Hongaars: Felsőelefánt) is een Slowaakse gemeente in de regio Nitra, en maakt deel uit van het district Nitra.
Horné Lefantovce telt 907 inwoners.